# Centrale nucléaire de Prairie Island
La centrale nucléaire de Prairie Island est située le long du Mississippi à Red Wing dans le Minnesota juste à côté de la réserve indienne de Prairie Island.

## Description
La centrale est équipée de deux réacteurs à eau pressurisée (REP) construits par Westinghouse :
- Prairie Island 1 : 525 MWE, mis en service en 1974 pour 40 ans (2013).
- Prairie Island 2 : 524 MWE, mis en service en 1974 pour 40 ans (2014).

Cette centrale est l'une des deux centrales nucléaires du Minnesota (*), elle appartient à la Northern States Power Company (NSP) qui est aujourd'hui une filiale de Xcel Energy et elle est exploitée par la Nuclear Management Company (NMC).

(*) avec la centrale nucléaire de Monticello

## Controverse
Cette centrale a été très controversée en raison du stockage de ses déchets nucléaires dans de grands containers en acier sur le site même qui est une zone inondable du Mississippi. L'opposition de la réserve indienne proche de Prairie Island s'est manifestée pour réduire le nombre de containers autorisés à 17 (au lieu de 48 initialement prévus), juste assez pour permettre à la centrale de continuer son exploitation jusqu'en 2003.
Lorsqu'ils ont été remplis, Xcel Energy a demandé l'autorisation de dépasser cette limite de 17 containers, ce qui a été accordé sous conditions imposées à la compagnie d'augmenter son utilisation d'énergie renouvelable telle que l'éolien, et de payer à la communauté indienne la somme de 2,25 millions $ par an pour améliorer l'évacuation, acheter de nouvelles terres et pour se protéger en cas d'accident.
En septembre 2004, Xcel a demandé à la NRC (Nuclear Regulatory Commission) de prolonger les licences des deux tranches de Prairie Island au-delà de 2013/2014 et elle a demandé en même temps l'autorisation d'un stockage complémentaire sur le site de la centrale nucléaire de Monticello qui avait déjà obtenu une autorisation de prolongation jusqu'en 2030.

## Incident
Récemment, en mai 2006, une centaine de travailleurs du site ont été exposés à des faibles niveaux d'irradiation après inhalation de gaz radioactifs à la suite de fuites provenant des générateurs de vapeur qui étaient ouverts pour inspection. Normalement l'Iode 131 est piégée sur un filtre de carbone qui s'est révélé défaillant à cette occasion.